# Кікучі Дайсуке
Дайсуке Кікучі (яп. 大介 菊池, нар. 12 квітня 1991, Префектура Канаґава, Японія) — японський футболіст, півзахисник клубу «Урава Ред Даймондс».

## Ігрова кар'єра
У дорослому футболі дебютував 2007 року виступами за команду клубу «Сьонан Бельмаре», в якій провів дев'ять сезонів, взявши участь у 117 матчах чемпіонату.
2010 року на правах оренди захищав кольори команди клубу «Зеспа Кусацу».
До складу клубу «Урава Ред Даймондс» приєднався 2017 року. Станом на 11 грудня 2017 відіграв за команду з міста Сайтама 8 матчів в національному чемпіонаті.

## Титули і досягнення
- Володар Кубка банку Суруга (1):

«Урава Ред Даймондс»:  2017
- Клубний чемпіон Азії (1):

«Урава Ред Даймондс»:  2017
- Володар Кубка Імператора (1):

«Урава Ред Даймондс»:  2018